# Welcome to My Nightmare
Welcome to My Nightmare —en español: Bienvenido a mi pesadilla— es un álbum de Alice Cooper como solista. Fue publicado en 1975 tras la separación de los antiguos integrantes de la Alice Cooper band, disuelta por diferencias musicales. Alice Cooper decidió lanzarse como solista, comenzando con el LP Welcome to My Nightmare, el cual contiene una ecléctica mezcla de diversos estilos como el folk, la psicodelia, o un hard rock ligeramente más endurecido que el de su anterior formación, con lo que buscaba crear un impacto en el oyente. Contó con la presencia vocal de Vincent Price en el tema "The Black Widow".
El trabajo estaba articulado como un álbum conceptual, en el que todos los cortes giraban en torno a una misma historia, en la que el protagonista "Steven" se enfrentaba a sus pesadillas más sórdidas.
Durante el mismo año, se publicó un show para promocionar el disco, incluyendo el sencillo "Billion Dollar Babies" para recordar la época de los integrantes originales de la banda.

## Lista de canciones
1. "Welcome to My Nightmare" (Alice Cooper, Dick Wagner) – 5:19
2. "Devil's Food" (Alice Cooper, Bob Ezrin, Kelly Jay, Vincent Price) – 5:52
3. "The Black Widow" (Alice Cooper, Wagner, Ezrin) – 5:09
4. "Some Folks" (Alice Cooper, Ezrin, Alan Gordon) – 4:19
5. "Only Women Bleed" (Alice Cooper, Wagner) – 5:49
6. "Department of Youth" (Alice Cooper, Wagner, Ezrin) – 3:18
7. "Cold Ethyl" (Alice Cooper, Ezrin) – 2:51
8. "Years Ago" (Alice Cooper, Wagner) – 2:51
9. "Steven" (Alice Cooper, Ezrin) – 5:52
10. "The Awakening" (Alice Cooper, Wagner, Ezrin) – 2:25
11. "Escape" (Alice Cooper, Mark Anthony, Kim Fowley) – 3:20

### Pistas adicionales reedición 2002
1. "Devils' Food" (Alternate Version) - 5:13
2. "Cold Ethyl" (Alternate Version) - 2:56
3. "The Awakening" (Alternate Version) - 4:20

## Créditos
- Alice Cooper - Voz
- Dick Wagner - Guitarras
- Steve Hunter - Guitarras
- Prakash John - Bajo
- Pentti "Whitey" Glan - Batería
- Vincent Price - Voz invitada